# Хешван
Хешван (івр. חשון), скорочена назва Мархешван (івр. מרחשון) — другий місяць у єврейському цивільному та восьмий місяць у релігійному календарі. Тривалість місяця Хешван на відміну від Тішрі є змінною 29–30 днів. Місяць починається по відношенню до григоріанського календаря приблизно у середині жовтня та завершується відповідно у середині листопада. Назва Хешван походить від акадського слова W)araḫ samnu — «восьмий місяць», що вказує на його місце у календарі. Всі юдейські назви місяців походять від часів Вавилонського полону. За традицією префікс «Мар» стерся і використовується лише скорочена назва місяця. На івриті слово «Мар» означає гіркий і напевно пов'язане з назвою місяця і традицією, що у цей час немає ніякого свята. У порядку виключення євреї ефіопії святкують 29 Хешвана свято передачі Тори на Синаї. 1 Хешван є другим повним місяцем («roš chodeš»).
У Танасі назва місяця (Мар)хешван не зустрічається, а 8 місяць позначається Бул — 1Цар. 6:38. Тут очевидно позначення місяця ще з часів перед вавилонським полоном. Значення назви не з’ясовано.